# Okręg wyborczy Dunfermline East
Okręg wyborczy Dunfermline East powstał w 1983 r. i wysyłał do brytyjskiej Izby Gmin jednego deputowanego. Okręg został zniesiony w 2005 r.

## Deputowany do brytyjskiej Izby Gmin z okręgu Dunfermline East
- 1983–2005: Gordon Brown, Partia Pracy